# 煕子女王
煕子女王（きし（ひろこ）じょおう、生年不詳 - 天暦4年5月5日（950年5月24日））は、保明親王（醍醐天皇皇太子）第一王女。母は藤原時平の娘・仁善子。朱雀天皇女御。別名王女御。同母兄に皇太孫慶頼王。
延長元年（923年）、父・保明親王が皇太子のまま21歳で薨御し、その後を追うように同3年（925年）、兄慶頼王も幼くして死没した。相次ぐ後継者の死に、祖父醍醐天皇や周囲は菅原道真の祟りと恐れたという。
承平7年（937年）2月、叔父朱雀天皇に入内し女御宣下。天慶元年（938年）12月、従四位下に叙される。天慶8年（945年）、母・藤原仁善子が逝去。同9年（946年）4月20日、夫朱雀天皇が譲位。天暦4年（950年）5月5日、一人娘の昌子内親王を出産、従三位に進むが同日薨去。尚、薨去の日付については3月15日とする説がある。
煕子女王に先立たれた朱雀天皇が詠んだ和歌一首が『玉葉集』にある。